# Quan hệ Nhật Bản – Tòa Thánh
Quan hệ giữa Tòa Thánh và Nhật Bản được chính thức thành lập vào năm 1919, khi chính phủ Nhật Bản chấp nhận yêu cầu của Tòa Thánh để gửi một Khâm sứ Tòa Thánh đến đất nước của họ. Mãi đến năm 1942, Nhật Bản mới bắt đầu quan hệ ngoại giao đầy đủ giữa hai nước, khiến nó trở thành quốc gia châu Á đầu tiên có đại diện của Tòa Thánh và mãi cho đến năm 1958, phái bộ Nhật Bản tại Vatican ở Roma mới được nâng cấp lên đại sứ quán. Quyết định được Thiên hoàng Showa ban hành trong Thế chiến II, với hy vọng rằng Vatican có thể đóng vai trò như một bên hòa giải cho các cuộc đàm phán giữa Nhật Bản và các nước Đồng Minh.
Tuy nhiên, lịch sử của họ lại xa xưa hơn, kể từ khi Thánh Phanxicô Xaviê trở về đảo Kyushu vào năm 1549 với tư cách là một nhà truyền giáo. Một phái đoàn gồm bốn phái viên trẻ người Nhật đi cùng ông trở về châu Âu và thăm viếng một số nhà lãnh đạo châu Âu, trong đó có Giáo hoàng Gregory XIII. Họ được chào đón bằng sự tán tụng và đưa Nhật Bản đến với sự chú ý của Vatican. Việc mở rộng Kitô giáo tại Nhật Bản tiếp tục trong nhiều thập kỷ cho đến khi nó bị cấm vào đầu thế kỷ 17, vẫn tồn tại cho đến khi được Thiên hoàng Minh Trị dỡ bỏ vào năm 1873 như là một phần trong cuộc duy tân của ông. Tuy nhiên, số lượng người Công giáo ở Nhật Bản vẫn luôn nhỏ, chiếm chưa tới 0,5% dân số.
Ngày nay, Tòa Thánh và Nhật Bản tham gia vào sự hợp tác chặt chẽ về văn hóa. Tòa Thánh duy trì một Sứ thần Tòa Thánh (phái bộ ngoại giao) ở Tokyo, trong khi Nhật Bản có một đại sứ quán được công nhận tại Vatican ở Roma.

## Quan hệ hiện tại (1958 – nay)
Trong thời hiện đại, Nhật Bản và Toà Thánh có quan hệ thân mật và tham gia vào hợp tác văn hóa. Mặc dù có rất ít người Kitô giáo ở Nhật Bản, nhiều người Nhật có thiện cảm với đức tin Kitô giáo, và theo Đại sứ Hidekazu Yamaguchi, chính phủ Nhật nhận ra "sự đóng góp mà Giáo hội Công giáo đã thực hiện cho giáo dục và chăm sóc sức khỏe của người Nhật thông qua các trường học và bệnh viện ", cũng như viện trợ nhân đạo mà Tòa Thánh cung cấp sau hậu quả của trận động đất và sóng thần ở Tohoku vào tháng 3 năm 2011, chúng tôi nghĩ rằng Giáo hoàng Biển Đức XVI sẽ cầu nguyện và cầu nguyện cho hàng triệu người Nhật Bản. Ông nói thêm rằng Nhật Bản và Vatican chia sẻ quan điểm chung về nhiều vấn đề.